# Clusia weberbaueri
Clusia weberbaueri är en tvåhjärtbladig växtart som beskrevs av Adolf Engler. Clusia weberbaueri ingår i släktet Clusia och familjen Clusiaceae. Inga underarter finns listade i Catalogue of Life.